# Хан (лунный кратер)
Кратер Хан (лат. Hahn) —  большой ударный кратер в северном полушарии видимой стороны Луны. Название присвоено в честь немецкого астронома Фридриха фон Гана (1741—1805) и немецкого химика Отто Гана (1879—1968); утверждено Международным астрономическим союзом в 1935 г. Образование кратера относится к раннеимбрийскому периоду.

## Описание кратера

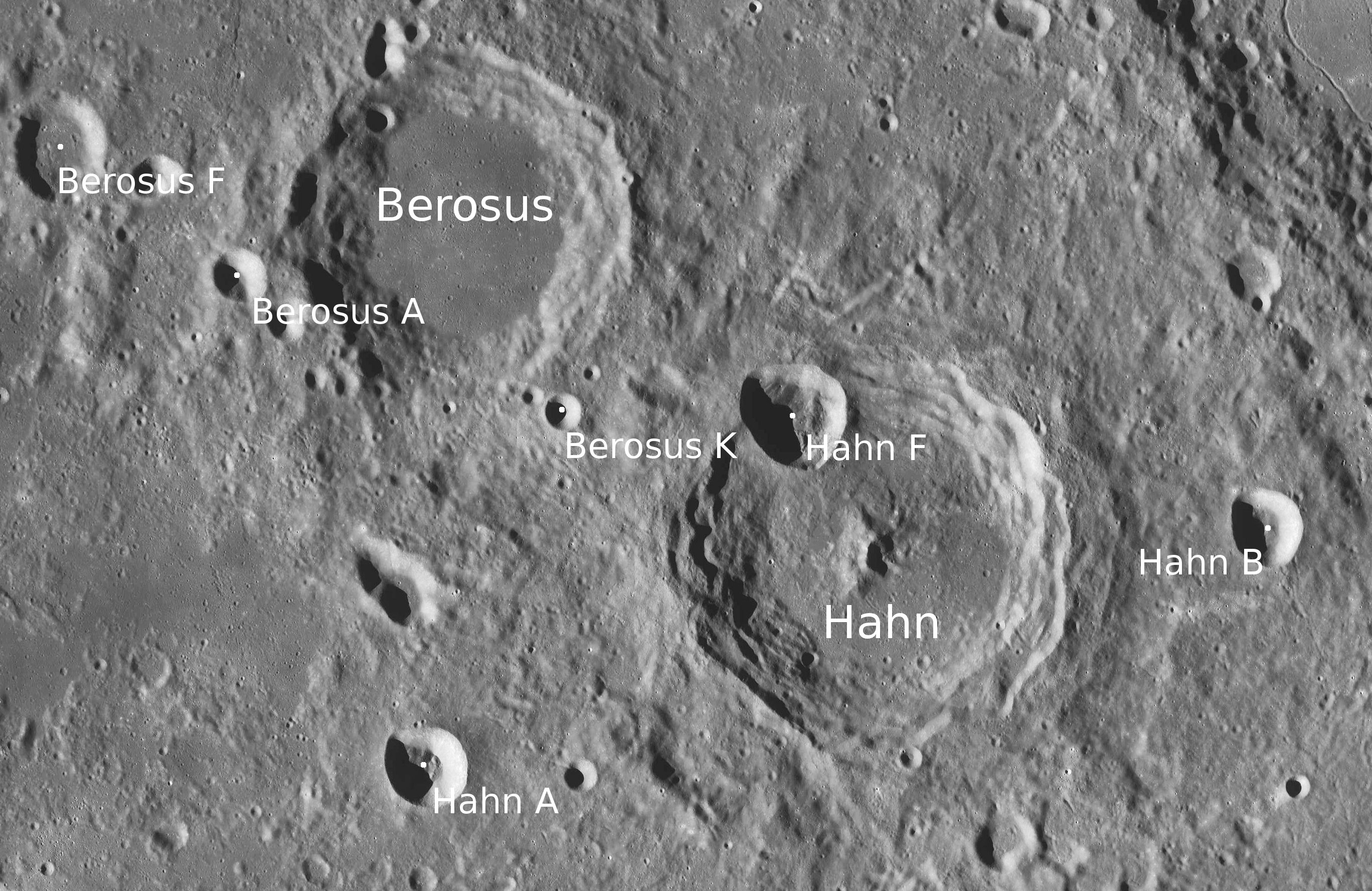
Окрестности кратера Хан. Снимок зонда Lunar Rec.

Ближайшими соседями кратера Хан являются кратер Берос на северо-западе; кратер Гаусс на северо-востоке и кратер Сенека на юго-востоке. На юго-западе от кратера находится Море Змеи и, далее на юго-запад, Море Кризисов. Селенографические координаты центра кратера 31°13′ с. ш. 73°33′ в. д. / 31,22° с. ш. 73,55° в. д., диаметр 87,5 км, глубина 4390 м.
Кратер Хан имеет полигональную форму и умеренно разрушен. Вал несколько сглажен, но сохранил четкие очертания, северо-западная оконечность вала перекрыта сателлитным кратером Хан F. Внутренний склон террасовидной структуры. Высота вала над окружающей местностью достигает 1380 м, объем кратера составляет приблизительно 6600 км³.  Дно чаши относительно ровное, в центре чаши расположен массивный центральный пик с множественными отрогами. Состав центрального пика анортозит (A), габбро-норито-троктолитовый анортозит с содержанием плагиоклаза 85-90 % (GNTA1). В чаше кратера находится несколько небольших областей с низким альбедо, вероятно затопленный темной базальтовой лавой. 

## Сателлитные кратеры

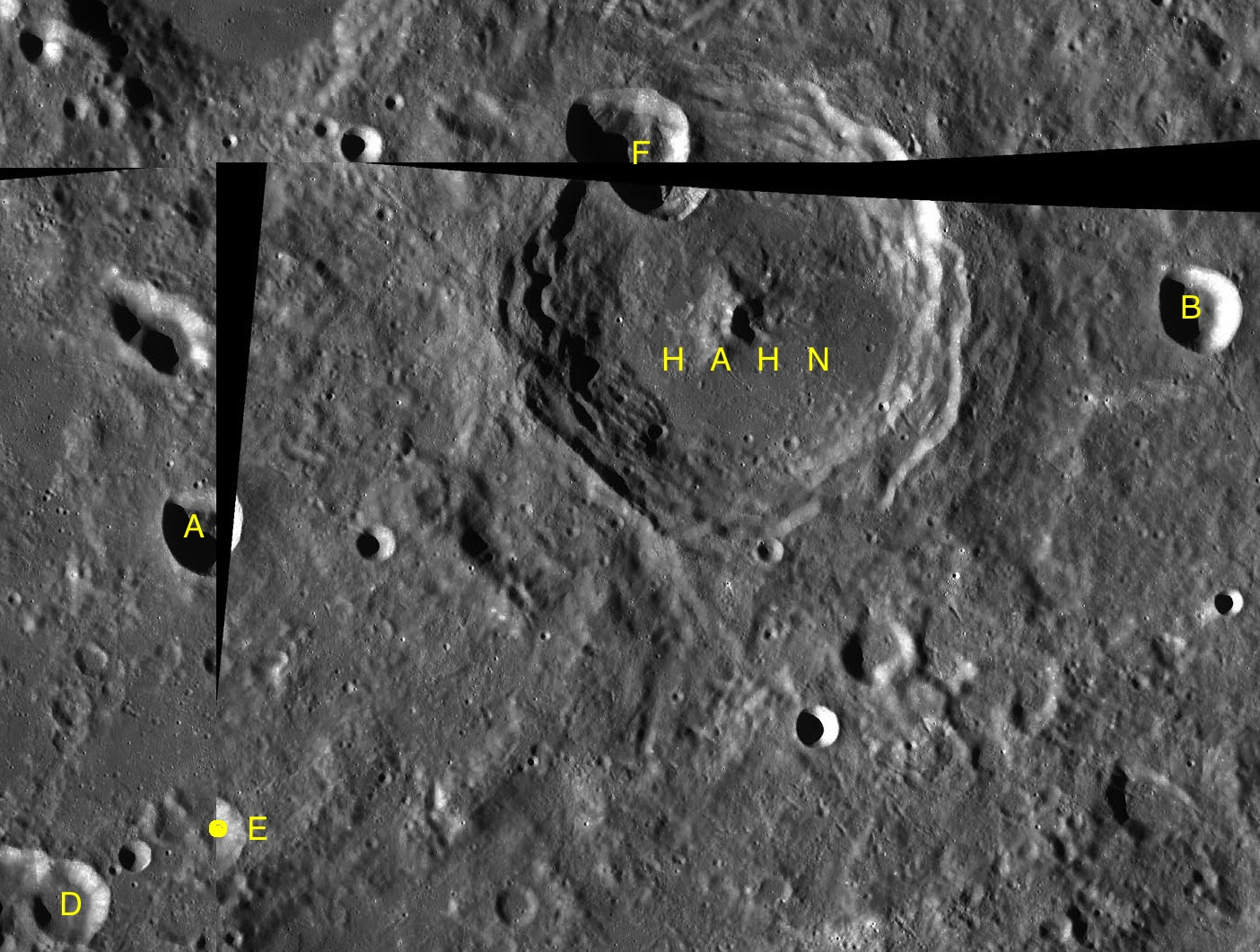
Фрагменты карт LAC-28, LAC-44, LAC-45.

| Хан | Координаты                                            | Диаметр, км |
| --- | ----------------------------------------------------- | ----------- |
| A   | 29°40′ с. ш. 69°43′ в. д. / 29,67° с. ш. 69,72° в. д. | 18,3        |
| B   | 31°23′ с. ш. 76°59′ в. д. / 31,38° с. ш. 76,98° в. д. | 17,9        |
| D   | 27°25′ с. ш. 68°28′ в. д. / 27,41° с. ш. 68,46° в. д. | 14,9        |
| E   | 27°41′ с. ш. 69°59′ в. д. / 27,68° с. ш. 69,99° в. д. | 15,2        |
| F   | 32°10′ с. ш. 72°53′ в. д. / 32,16° с. ш. 72,89° в. д. | 25,6        |

## См.также
- Список кратеров на Луне
- Лунный кратер
- Морфологический каталог кратеров Луны
- Планетная номенклатура
- Селенография
- Минералогия Луны
- Геология Луны
- Поздняя тяжёлая бомбардировка